# خاتوشيلي الأول

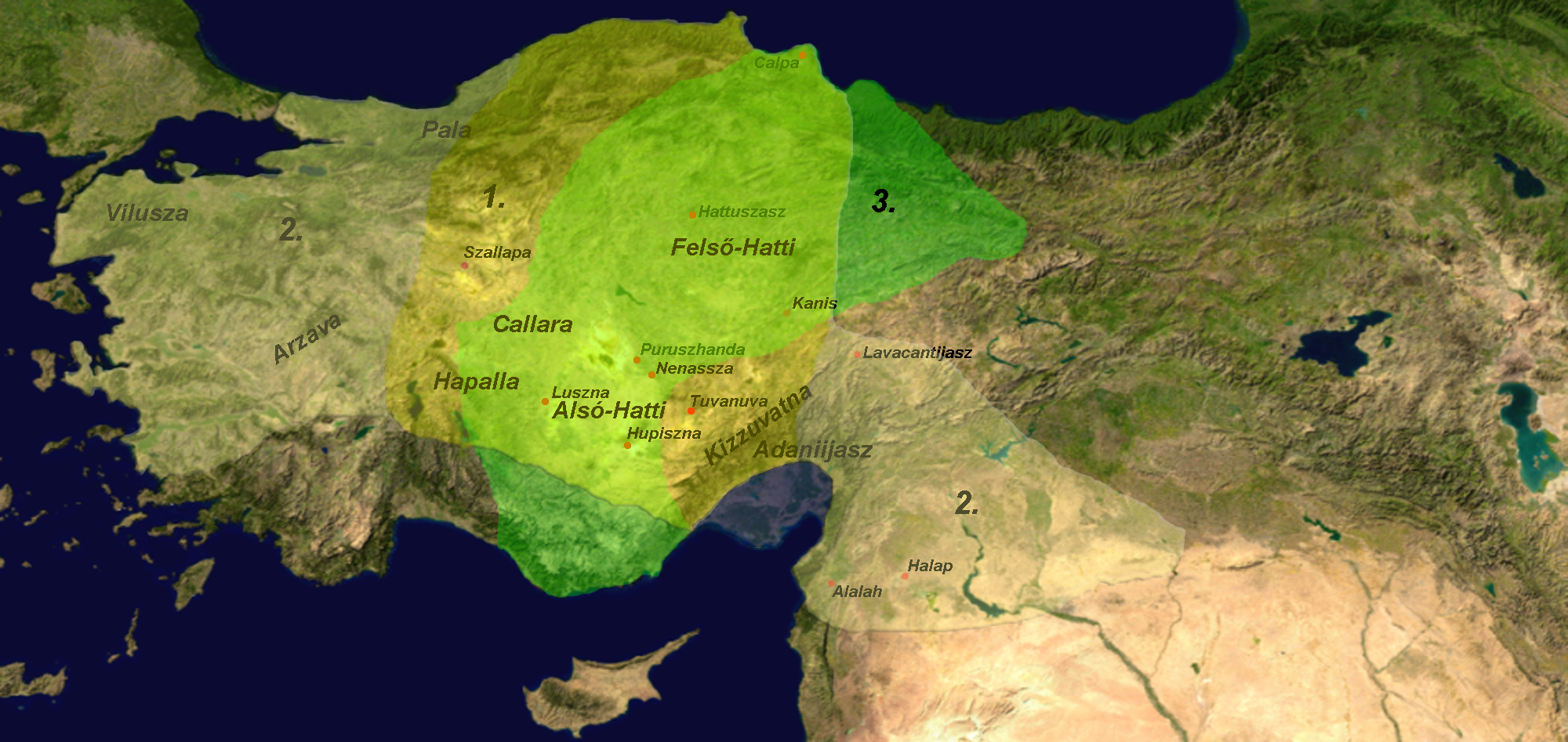
تظهر خريطة الإمبراطورية الحيثية «زالبا البحر الأسود» في الشمال. وتقع «زالبا حوليات خاتوشيلي الأول» في تيلمن هويوك، حوالي 90 كيلومترا إلى الشمال الشرقي من ألالاخ

كان خاتوشيلي الأول ملك المملكة الحثية القديمة. حكم بين 1650-1620 قبل الميلاد حسب التسلسل الزمني الأوسط وهو التسلسل الزمني الأكثر قبولًا في الوقت الحاضر، أو من 1586-1556 قبل الميلاد بحسب التسلسل الزمني القصير). تشير الحفريات الأخيرة في سمأل في جنوب تركيا إلى أن خاتوشيلي الأول دمر مجمعًا في ذلك الموقع في منتصف إلى أواخر القرن السابع عشر قبل الميلاد، وهو ما يمكن أن يؤكد صحة التسلسل الزمني المتوسط لتأريخ عهده. كان من الممكن أن يكون هذا الحدث جزءًا من حملته ضد زالبا من أجل تعطيل شبكة التبادل المرتبطة بحلب والتي كانت تربط سابقًا الفرات وشمال سوريا ووسط الأناضول.
استخدم لقب لابارنا في بداية حكمه. من غير المؤكد ما إذا كان هو الملك الثاني الذي تم تحديده على هذا النحو مما يجعله لابارنا الثاني، أو ما إذا كان مطابقًا لبارنا الأول، الذي يُعتبر أنه سلفه في التسلسل الزمني الحثي.
خلال فترة حكمه، نقل العاصمة من مستعمرة بالقرب من كولتبه الحديثة) إلى خاتوشا بالقرب من بوغاز كوي الحديثة، وأتخذ اسم خاتوشيلي للاحتفال بهذه المناسبة.
إنه أقدم حاكم حثي تم العثور على سجلات معاصرة له. بالإضافة إلى لقب «ملك خاتوشا»، أخذ لقب «رجل كوشارا» في إشارة إلى عاصمة وموطن الحثيين ما قبل التاريخ، قبل احتلالهم نيشا.
تم العثور على لوح مسماري في عام 1957 مكتوب باللغتين الحثية والأكادية يقدم تفاصيل ست سنوات من حكمه. يدعي الملك في اللوح أنه وسع مملكة الحثيين إلى البحر، وفي العام الثاني سيطر على ألالاخ ومدن أخرى في سوريا. في السنة الثالثة، شن حملة ضد أرزاوا في غرب الأناضول ثم عاد إلى سوريا ليقضي السنوات الثلاث التالية في استعادة مكتسبات غزواته السابقة من الحوريين، الذين احتلوها في غيابه.
تعتبر نهاية عهده ذات أهمية تاريخية بسبب «إعلان الخلافة». تحكي هذه الوثيقة، المكتوبة بصيغة المتكلم، عن عودة خاتوشيلي مصابًا من حملته العسكرية الأخيرة، وهو على فراش الموت غاضب من موقف وريثه وكيف يتآمر مع والدته وأبناء عمومته. ثم يشرح خاتوشيلي أنه لهذه الأسباب سيكون خلفه حفيده مرسيلي، ويحث الجيش والموظفين العموميين على طاعته.
يبدو أن هذا التمني نجح بما أن مرسيلي أصبح ملكًا بالفعل واستمر في حملات خاتوشيلي العسكرية، وأخيراً احتل حلب ودمر بابل.

## روابط خارجية
- عهد خاتوشيلي الأول